# Sidney Smith (Admiral)

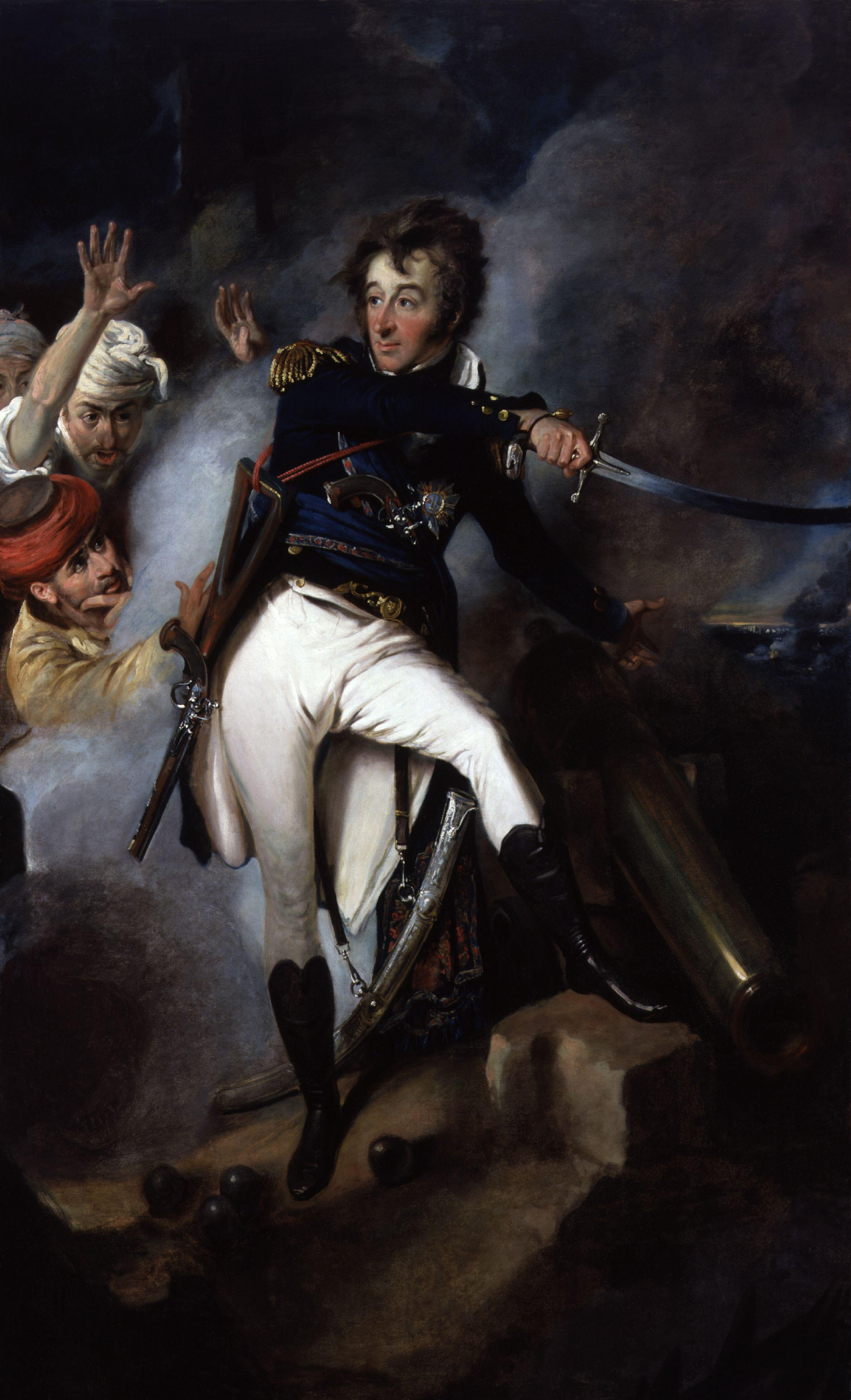
Sir William Sidney Smith in Akkon

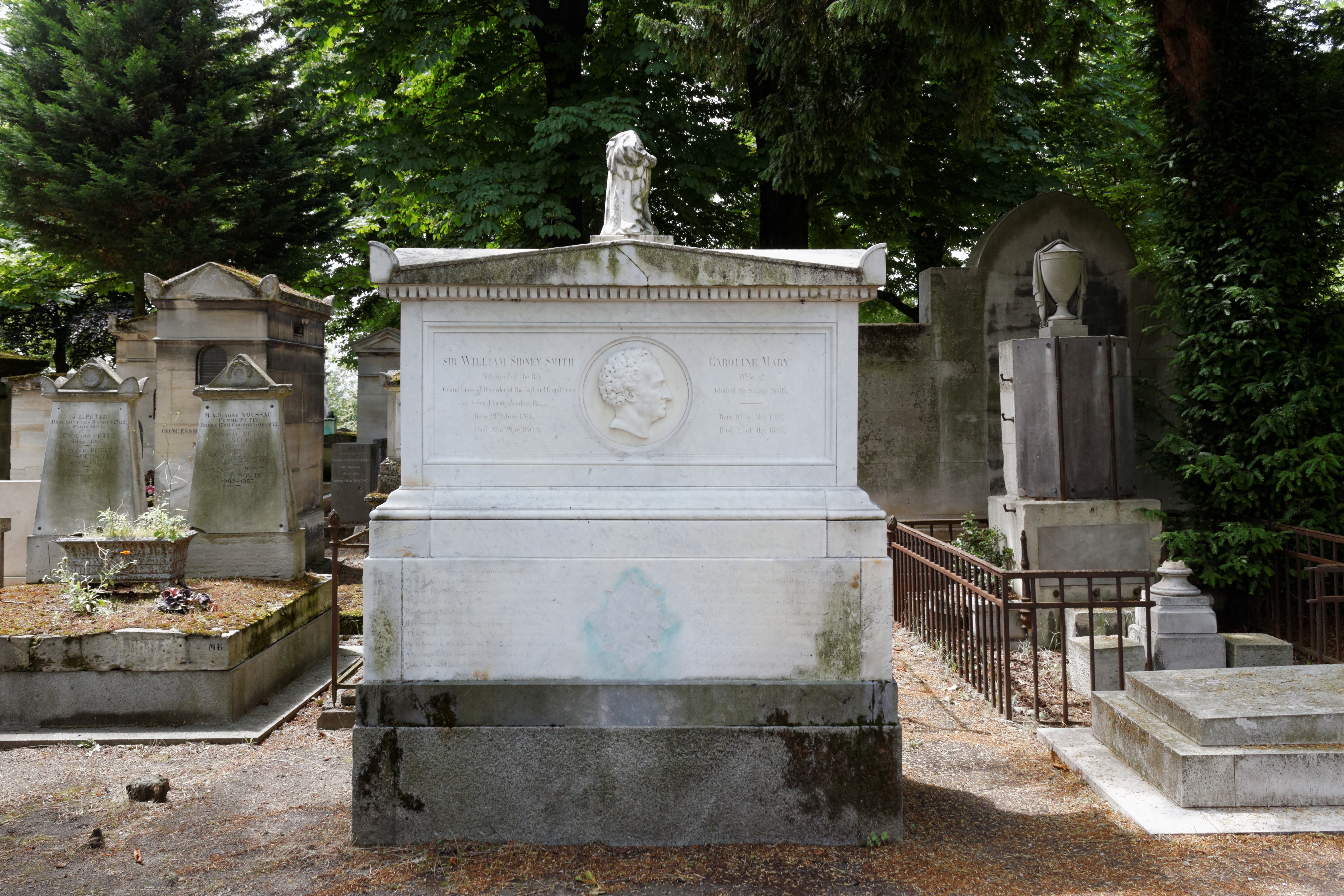
Smiths Grab auf dem Friedhof Père-Lachaise

Sir William Sidney Smith, GCB (* 21. Juni 1764 in Westminster; † 26. Mai 1840 in Paris) war ein britischer Marineoffizier, Politiker und Diplomat. Er diente im Amerikanischen Unabhängigkeitskrieg gegen die aufständischen Kolonien und stieg in den Französischen Revolutionskriegen zum Admiral auf. Smith kämpfte mehrmals direkt gegen Napoleon Bonaparte und trug wesentlich zu dessen Niederlage im Ägyptenfeldzug bei. Napoleon sah in ihm einen seiner gefährlichsten Gegner und meinte am Ende seines Lebens gar: «Cet homme m’a fait manquer ma fortune.» (Dieser Mann ließ mich meine Bestimmung verfehlen.)

## Leben

### Familie
Sidney Smith war der zweite Sohn des Captain Edward Smith (⚔ 1743) aus dessen Ehe mit Mary Wilkinson. Im Oktober 1810 heiratete er Caroline Hearn († 1826), die Witwe des Diplomaten und Botschafters bei den Hansestädten, Sir George Rumbold (1764–1807). Das Paar blieb kinderlos. Nach seinem Tod wurde Smith auf dem Friedhof Père-Lachaise bestattet.

### Im amerikanischen Unabhängigkeitskrieg
Er trat im Juni 1777 – im Alter von 13 Jahren – in die Royal Navy ein und diente im Amerikanischen Unabhängigkeitskrieg. Er nahm 1780 an den Seegefechten zur Aufhebung der Seeblockade der belagerten Festung Gibraltar teil und zeichnete sich bei der Seeschlacht bei Kap St. Vincent durch besondere Tapferkeit aus, so dass Admiral Rodney ihn im September 1780 zum Lieutenant auf dem Linienschiff Alcide beförderte, obwohl er das vorgeschriebene Mindestalter von 19 Jahren noch nicht erreicht hatte. Er kämpfte 1781 in der Seeschlacht vor der Chesapeake Bay, 1782 in der Schlacht von Les Saintes. Im Oktober 1782 wurde er zum Captain befördert. Nach dem Krieg kehrte er Anfang 1784 nach England zurück und wurde von der Royal Navy unter Halbsold von Dienst freigestellt.

### In schwedischen Diensten
In der Folgezeit unternahm er Reisen nach Frankreich, Spanien und Marokko und trat nach Beginn des Russisch-Schwedischen Krieges 1790 als Marineberater in schwedische Dienste. Nachdem die russische Flotte in der Seeschlacht von Svensksund am 9. Juli 1790 vernichtend geschlagen worden war, wurde er für seine Verdienste zum Großkreuzritter des schwedischen Schwertordens erhoben. Nach dem Frieden von Värälä im August 1790 kehrte er nach England zurück.

### Erste Kämpfe gegen Bonaparte
1792 unternahm er eine Reise nach Konstantinopel, wo sein jüngerer Bruder James Spencer Smith (1769–1845) gerade als Assistent des britischen Botschafters im Osmanischen Reich diente. Nach dem Beginn der französischen Revolutionskriege heuerte er in Smyrna einige britische Matrosen an und erwarb auf eigene Kosten ein Schiff, mit dem er sich im Dezember 1793 der britischen Flotte unter Admiral Hood anschloss, die auf Einladung royalistischer Franzosen im Hafen von Toulon lag und dort von französischen Revolutionstruppen, darunter der Offizier der Artillerie Napoléon Bonaparte, belagert wurde. Als der Hafen angesichts der Übermacht der Belagerer evakuiert wurde, meldete sich Smith, der weiterhin unter Halbsold stand, als Freiwilliger zu einer Kommandoaktion, bei der es ihm mit einigen Männern gelang, in den französischen Kriegshafen einzudringen und dort zehn Linienschiffe, einige Fregatten und einige wichtige Magazingebäude abzubrennen.
Wieder in England erhielt er Anfang 1794 wieder ein Kommando und operierte in der Folgezeit im Ärmelkanal. 1795 drang er mit seiner Fregatte unter französischer Flagge in den Hafen von Brest ein und besorgte so genaue Informationen über die französische Flotte. Am 19. April 1796 hatte er gerade in der Seine-Mündung bei Le Havre ein französisches Freibeuterschiff gekapert, als er wegen ungünstiger Wind- und Strömungsverhältnisse vor die Kanonen eines französischen Forts abgetrieben wurde, kapitulieren musste und in französische Gefangenschaft geriet. Er wurde im Temple-Gefängnis in Paris festgehalten, einen Gefangenenaustausch lehnte die französische Seite wiederholt ab. Erst im April/Mai 1798 gelang ihm mit Hilfe französischer Royalisten – darunter Louis Edmond Antoine Le Picard de Phélippeaux – die Flucht nach England.

### Dienst in der Levante
Im Oktober 1798 erhielt er den Befehl über ein Linienschiff, mit dem er 1799 ins Mittelmeer verlegte. Zusammen mit seinem Bruder James Spencer Smith, inzwischen britischer Gesandter in Konstantinopel, bewog er die Hohe Pforte zu einem Bündnis, das die Vertreibung der Franzosen aus Ägypten bezweckte. Hierauf segelte er an die levantinische Küste, wo das französische Expeditionsheer unter Napoléon Bonaparte gerade begann die Stadt Akkon zu belagern (siehe Belagerung von Akkon (1799)). Smith gelang es, bei Haifa den französischen Geleitzug zu kapern, der die französische Belagerungsartillerie transportierte. Er versorgte die osmanischen Verteidiger von Akkon mit Geschützen und Offizieren (darunter wiederum Le Picard de Phélippeaux) und leistete mit der Schiffsartillerie Feuerschutz, so dass Napoléon Bonaparte die Belagerung der Stadt schließlich aufgeben musste und sich nach Ägypten zurückzog. Für seine Verdienste bei der Verteidigung von Akkon erhielt Smith den besonderen Dank des britischen Parlaments, eine jährliche Rente von 1000 £ und wurde mit dem osmanischen Orden des halben Mondes ausgezeichnet.
Smith nahm daraufhin eigenmächtig diplomatischen Kontakt zum französischen General Jean-Baptiste Kléber auf und schloss im Januar 1800 bei al-Arisch mit ihm ein Abkommen über die vollständige Evakuierung der französischen Truppen aus Ägypten mit britischen Schiffen. Dieses wurde von Admiral Lord Keith jedoch nicht bestätigt, da dieser auf der bedingungslosen Kapitulation der französischen Expeditionstruppen bestand. Erst nach verlustreichen Kämpfen und der Belagerung und Eroberung der französisch gehaltenen Festungen Kairo und Alexandria wurde schließlich im September 1802 ein Abkommen mit den Franzosen geschlossen, nach dem die verbliebenen französischen Truppen zu nahezu identischen Bedingungen wie bereits von Smith vereinbart auf britischen Schiffen nach Frankreich verbracht wurden.
Smith kehrte unterdessen 1801 nach England zurück, wo er 1802 als Abgeordneter für Rochester ins britische House of Commons gewählt wurde. Er hatte dieses Mandat bis 1806 inne.

### Zweiter Einsatz im Mittelmeer
1803 kommandierte er eine Flotte, die vor der französischen Küste patrouillierte. 1804 wurde er zum Colonel der Royal Marines ernannt, einer gut dotierten Sinekure. 1805 wurde er zum Rear Admiral of the Blue befördert und stieß mit seinem Geschwader zu Admiral Collingwood im Mittelmeer, der ihm die Bewachung des Königreichs Sizilien unter König Ferdinand I. gegen das gerade von Frankreich eroberte Königreich Neapel unter Napoléons Bruder Joseph Bonaparte auftrug. Smith plante mithilfe kalabrischer Freischärler sowie britischer und sizilianischer Soldaten eine Invasion zur Eroberung von Neapel, wurde aber trotz anfänglicher Erfolge wegen Überschreitung seiner Befehlsvollmachten 1806 abgelöst und das Kommando auf Sizilien General Moore übertragen, der sich darauf beschränkte, die Befestigungsanlagen auf Sizilien zu verstärken.
Im Februar 1807 nahm er unter Admiral Duckworth an der Dardanellen-Operation teil, einem Vorstoß nach Konstantinopel, durch den das Osmanische Reich von einer Allianz mit Frankreich abgeschreckt werden sollte. Die osmanischen Befestigungen waren unter Leitung des französischen Gesandten Horace-François Sébastiani verstärkt worden. Weil ihm keine Landungstruppen zur Verfügung standen und um den ebenfalls eingetroffenen Russen unter Admiral Senjawin nicht den Weg zur Eroberung Konstantinopels zu öffnen, verzichteten die Briten auf die Beschießung der Stadt und verließen am 13. März 1807 die Gewässer und segelten nach Ägypten. Dort nahm er an der Landung in Alexandria teil. Im Sommer 1807 wurden er und Duckworth nach England zurückbeordert.

### Einsatz in Portugal, Brasilien und erneut im Mittelmeer
Im Oktober 1807 kreuzte er vor der Mündung des Tejo und eskortierte im November den durch die Franzosen vertriebenen Prinzregenten Johann von Portugal und die königliche Familie nach Rio de Janeiro in der portugiesischen Kolonie Brasilien. Der Prinzregent zeichnete ihn dort als Großkreuzritter des Turm- und Schwertordens aus. Im Februar 1808 wurde er zum Oberbefehlshaber der britischen Flotte vor Südamerika ernannt und plante in der Folgezeit entgegen seiner Befehle zusammen mit den Portugiesen einen Angriff auf die benachbarten spanischen Kolonien. Bevor diese Pläne umgesetzt werden konnten, wurde er im Juli 1809 in die Heimat zurückbeordert.
Am 31. Juli 1810 wurde er zum Vice Admiral of the Blue befördert. Zwischen 1812 und 1814 operierte er als Stellvertreter des Admiral Pellew im Mittelmeer und wurde in diesem Zeitraum in Sizilien von König Ferdinand als Großkreuzritter des Orden des heiligen Ferdinand und des Verdienstes ausgezeichnet. Nachdem Napoléon Bonaparte 1814 besiegt und auf Elba exiliert worden war, kehrte er nach England zurück. Am 2. Januar 1815 wurde er in Anerkennung seiner Verdienste von König Georg III. zum Knight Commander des Order of the Bath geschlagen und erhielt damit endlich auch eine britische Ritterwürde.

### Nach Waterloo
Am 15. Juni 1815 nahm er in Brüssel am Ball der Duchess of Richmond teil. Als er drei Tage später Geschützfeuer hörte, ritt er aus und traf auf den Duke of Wellington, der gerade den zurückgekehrten Napoléon Bonaparte in der Schlacht bei Waterloo besiegt hatte. Smith nahm daraufhin die Kapitulationen der französischen Garnisonen von Arras und Amiens entgegen und stellte den kampflosen Einzug der Alliierten in Paris, sowie die sichere Rückkehr König Ludwigs XVIII. nach dort sicher.
Nach dem Krieg lebte er mit seiner Gattin vorwiegend in Paris. Er nahm am Wiener Kongress teil und setzte sich für die Abschaffung der Sklaverei und Schuldknechtschaft ein sowie insbesondere für die Einwerbung von Geldern zur Befreiung christlicher Sklaven von den Barbaresken-Piraten. Am 19. Juli 1821 wurde er in den Rang eines Admiral of the Red, am 28. Juni 1830 zum Lieutenant-General der Royal Marines befördert, führte aber nach 1814 kein eigenes Flottenkommando mehr. Am 20. Juli 1838 wurde er von Königin Victoria zum Knight Grand Cross des Order of the Bath erhoben.